# Arkansas
För andra betydelser, se Arkansas (olika betydelser).
Arkansas  (engelskt uttal: i/ˈɑrkənsɔː/ AR-kən-saw) är en amerikansk delstat belägen i södra delen av USA. Dess namn är ett algonkiskt namn på Quapawindianerna. Arkansas gränsar till sex delstater där dess östra gräns till stor del definieras av Mississippifloden. Sin varierande geografi sträcker sig från den bergiga regionerna i Ozarks- och Ouachitabergen som utgör det innersta höglandet till den östra låglandet längs Mississippifloden. Huvudstaden och folkrikaste staden är Little Rock, belägen i den centrala delen av delstaten.

## Historia
Den ursprungliga indianbefolkningen i Arkansas bestod av Quapaw-, Caddo-, Cherokee- och Osagestammarna. Delstaten upptogs i USA den 15 juni 1836 som den 25:e delstaten. Slaveri var på den tiden tillåtet i Arkansas. Då det amerikanska inbördeskriget bröt ut 1861 väntade Arkansas med att ansluta sig till konfederationen tills Lincoln beordrade angrepp på South Carolina. Arkansas blev återupptagen i unionen 1868.
Bill Clinton, som var USA:s president 1993–2001, blev den första presidenten från Arkansas. Han var guvernör i Arkansas i perioderna 1979–81 och 1983–93.

## Geografi
Arkansas är en av sydstaterna och gränsar mot Missouri i norr, Oklahoma och Texas i väst, Louisiana i söder och Mississippi och Tennessee i öst. Östgränsen utgörs av Mississippifloden. I övrigt har Arkansas mycket skog och fruktbara slätter. Huvudstad och största stad är Little Rock som ligger i mitten av delstaten.
Man talar ibland om River Valley & Ozark vilket omfattar centrala och nordvästra Arkansas med bergsområdet Ozark (och med städer som Little Rock, North Little Rock, Conway, Benton, Sherwood, Maumelle och Jacksonville, respektive Fort Smith, Fayetteville, Springdale, Rogers och Bentonville). Nordöstra delen av Arkansas kallas Three Rivers (med bland andra staden Jonesboro). I sydöstra Arkansas ligger bland andra staden Pine Bluff. I sydväst ligger Tri-Lakes (med städer som Hot Springs och Texarkana).
Arkansas officiella "delstatsfågel" är härmfågeln (nordlig härmtrast, Mimus polyglottos).

## Ekonomi
Jordbruk är viktigt i Arkansas, med varierande produktion. Det produceras bland annat sojabönor, ris och bomull i delstaten. Staten har också en varierande industri med matvaruroduktion, maskineri- och papperproduktion. Det största företaget med huvudkontor i Arkansas är butikskedjan Wal-Mart som är baserat i Bentonville i den nordvästra delen av staten. Wal-Mart är också världens största detaljhandelskedja.

## Politik
Arkansas är som de flesta sydstaterna förhållandevis konservativt, men det demokratiska partiet i Arkansas är också förhållandevist högerorienterat och står därför ganska starkt. Båda platserna i senaten tas upp av republikaner, detsamma gör fyra av de fyra platserna i representanthuset. Förre guvernören Mike Huckabee var republikan (endast den tredje republikanske guvernören vald efter inbördeskriget), men båda kamrarna i delstatsförsamlingen har demokraterna majoritet. Vid guvernörsvalet den 7 november 2006 blev resultatet demokratisk seger, och från 2007 till 2015 var demokraten Mike Beebe, tidigare delstatsåklagare, guvernör.
I presidentvalet gick delstatens röster till demokraten Bill Clinton, som är från Arkansas, vid båda valen 1992 och 1996, men gick till republikanen George W. Bush 2000 och 2004.

## Transport
I Arkansas går Interstate Highways-vägarna I-30, I-40, I-55, I-430, I-440, I-530, I-540 och I-630. Därutöver finns flera andra motorvägar.
De största flygplatserna i Arkansas är Bill and Hillary Clinton National Airport eller bara "Clinton National" (tidigare kallad Little Rock National Airport och Adams Field) och Northwest Arkansas Regional Airport (Fayetteville, Springdale, Bentonville). Det finns också mindre flygtrafik på flygplatserna Fort Smith, Texarkana, Pine Bluff, Harrison, Hot Springs, El Dorado och Jonesboro.
Amtrak-järnvägsstationer (för "Texas Eagle" mellan Chicago 
IL - San Antonio TX - Los Angeles CA) finns i Walnut Ridge (WNR) (i nordöstra Arkansas), Little Rock (LRK), Malvern (MVN), Arkadelphia (ARK) och Texarkana (TXA) (i sydvästra Arkansas).

## Större städer
De tio största städerna i Arkansas (2006). 
- Little Rock - 184 422
- Fort Smith - 83 461
- Fayetteville - 68 726
- Springdale - 63 082
- Jonesboro - 60 489
- North Little Rock -  58 896
- Conway - 55 334
- Rogers - 52 181
- Pine Bluff -  51 758

## Kända personer från Arkansas
- Kris Allen, sångare, American Idol
- Johnny Cash, sångare, musiker
- Bill Clinton, USA:s president 1993–2001
- Tom Cotton, politiker
- John Grisham, deckarförfattare
- Levon Helm, musiker
- Barbara Hendricks, operasångerska
- Alan Ladd, skådespelare
- Sonny Liston, professionell boxare
- Douglas MacArthur, general
- Ne-Yo, musiker
- Dick Powell, skådespelare
- Mark Pryor, politiker
- Mary Steenburgen, skådespelerska
- Damien Echols, författare
- Scottie Pippen, basketspelare